# Montchevrier
Montchevrier – miejscowość i gmina we Francji, w Regionie Centralnym, w departamencie Indre.
Według danych na rok 1990 gminę zamieszkiwało 631 osób, a gęstość zaludnienia wynosiła 18 osób/km² (wśród 1842 gmin Regionu Centralnego Montchevrier plasuje się na 583. miejscu pod względem liczby ludności, natomiast pod względem powierzchni na miejscu 241.).